# Cryptische boomjager
De cryptische boomjager (Cichlocolaptes mazarbarnetti) is een uitgestorven zangvogel uit de familie Furnariidae (ovenvogels). Deze soort is in 2014 beschreven door de Braziliaanse ornitholoog Dante Buzzetti en genoemd naar zijn overleden collega Juan Mazar Barnett (1975-2012).

## Verspreiding en leefgebied
Deze soort was endemisch in noordoostelijk Brazilië (Alagoas en Pernambuco).